# 孟
孟（もう）は、漢姓の一つ。

## 中国の姓
孟（もう）は、中国人の姓の一つ。2020年の中華人民共和国の第7回全国人口調査（国勢調査）に基づく姓氏統計によると中国で71番目に多い姓であり、410.52万人がいる。一方、台湾の2018年の統計では第139位で、6,156人がいる。
著名な人物としては、儒教において孔子に次ぐ人物である孟子が有名。
- 孟軻（孟子） - 戦国時代の儒学者。
- 孟達 - 三国時代の蜀・蜀漢・魏の武将・政治家。
- 孟獲 - 三国時代の豪族。
- 孟宗 - 三国時代の呉の政治家。
- 孟浩然 - 唐の詩人。
- 孟郊 - 唐の詩人。
- 孟知祥 - 五代十国時代の後蜀の創建者。

## 朝鮮の姓
孟（もう、メン、朝: 맹）は、朝鮮人の姓の一つである。本貫は27個。2015年の国勢調査によると、韓国内での人口は22,028人。

### 著名な人物
- 孟希道（朝鮮語版） - 高麗の文臣。
- 孟思誠 - 高麗、李氏朝鮮の文臣。
- 孟碩欽（朝鮮語版） - 李氏朝鮮の武臣。
- 孟世衡（朝鮮語版） - 李氏朝鮮の文臣。
- 孟亨奎 - 韓国の国会議員。
- 孟聖奎（朝鮮語版） - 韓国の国会議員。
- 孟井鎬（朝鮮語版） - 韓国の政治家、瑞山市長。
- メン・サンフン（朝鮮語版）（孟床訓） - 韓国の俳優。

### 氏族
| 氏族（地域） | 創始者 | 人数（2015年） |
| ------------ | ------ | -------------- |
| 江陵孟氏     |        | 13             |
| 公州孟氏     |        | 7              |
| 広徳孟氏     |        | 6              |
| 善山孟氏     |        | 16             |
| 淳昌孟氏     |        | 15             |
| 新葛孟氏     |        | 8              |
| 新安孟氏     |        | 29             |
| 新井孟氏     |        | 13             |
| 新昌孟氏     | 孟子   | 19,971         |
| 信川孟氏     |        | 19             |
| 新平孟氏     |        | 25             |
| 楊州孟氏     |        | 25             |
| 烏山孟氏     |        | 7              |
| 温陽孟氏     |        | 1,483          |
| 温村孟氏     |        | 9              |
| 原陽孟氏     |        | 10             |
| 晋州孟氏     |        | 24             |
| 天安孟氏     |        | 57             |
| 清州孟氏     |        | 31             |
| 忠州孟氏     |        | 16             |
| 平山孟氏     |        | 10             |
| 漢陽孟氏     |        | 30             |